# Mimetus hirsutus
Espèce
Mimetus hirsutus est une espèce d'araignées aranéomorphes de la famille des Mimetidae.

## Distribution
Cette espèce est endémique du Mexique.

## Publication originale
- O. Pickard-Cambridge, 1899 : Arachnida. Araneida. Biologia Centrali-Americana, Zoology, London, vol. 1, p. 289-304 (texte intégral).